# تيري ألارد
تيري ألارد (بالإنجليزية: Terri Allard)‏ هي كاتبة غنائية ومغنية أمريكية، ولدت في 31 أغسطس 1962.

## وصلات خارجية
- تيري ألارد على موقع ميوزك برينز (الإنجليزية)